# エドワード・コートネイ (第12代デヴォン伯爵)
第12代デヴォン伯爵エドワード・ボールドウィン・コートネイ（Edward Baldwin Courtenay, 12th Earl of Devon、1836年5月7日 – 1891年1月15日）は、イギリスの貴族、政治家。保守党に属し、1864年から1870年まで庶民院議員を務めた。1870年、1878年、1888年の三度にわたって破産宣告を受けた。

## 生涯
第11代デヴォン伯爵ウィリアム・レジナルド・コートネイと妻エリザベス（1801年7月10日 – 1867年1月27日、初代フォーテスキュー伯爵ヒュー・フォーテスキューの娘）の三男として、1836年5月7日にメイフェアのグローヴナー・スクエアで生まれ、6月15日にハノーヴァー・スクエアのセント・ジョージ教会で洗礼を受けた。長兄ウィリアム・レジナルド（1832年10月28日 – 1853年11月21日）と次兄ヒュー（1833年11月10日 – 1835年3月13日）はともに両親に先立って死去した。1854年10月18日、オックスフォード大学クライスト・チャーチに入学した。
1864年8月、保守党候補としてエクセター選挙区の補欠選挙に出馬、1,096票（得票率50.6%）を得て当選した。1865年イギリス総選挙では無投票で再選した。1868年イギリス総選挙でイースト・デヴォン選挙区に鞍替えして、4,034票を得てトップ当選したが、約10万ポンドの債務を抱えて1870年4月に破産宣告を受け、同4月に議員を辞任した。債務1ポンドごとに1シリング支払う形で復権したが、1878年5月には約2万ポンドの債務を抱えることになり、再度同様の形で復権した。しかし1888年1月には三たび破産宣告を受けることとなった。
女性の権利を支持したことで知られ、アルベマール・クラブに加入した。アルベマール・クラブはプライベートクラブの1つであり、当時としては珍しく男性と女性の両方が加入できた。
1888年にカトリックに改宗した。同年11月18日に父が死去すると、デヴォン伯爵位を継承した。
ロンドン・チャーターハウス理事、デヴォン州の副統監を務めた。
1891年1月15日、生涯未婚のままロンドンのセント・ジェームズ・ストリートにあるブードルズで死去、20日にデヴォン州パウダーハムで埋葬された。死因は卒中とされた。叔父ヘンリー・ヒューが爵位を継承した。